# نمی‌توانم جلوی احساسم را بگیرم!
نمی‌توانم جلوی احساسم را بگیرم! (به انگلیسی: Can't Stop the Feeling!) ترانه ایست که جاستین تیمبرلیک خواننده و ترانه سرای آمریکایی برای فیلم در شرف اکران ترول‌ها ضبط کرده است. از نظر موسیقی این ترانه به‌سبکِ سول پاپ و دیسکو پاپ با تأثیرات فانک است. تیمبرلیک اولین بار در مسابقات یوروویژن سال ۲۰۱۶ به اجرای تلویزیونی این آهنگ پرداخت.